# Betty Jeffrey
Agnes Betty Jeffrey (14 de mayo de 1908 – 13 de septiembre de 2000) fue una enfermera en el 2/10th Australian General Hospital durante la Segunda Guerra Mundial; capturada por la Armada Imperial Japonesa e internada en las Indias Orientales Neerlandesas. Ella más tarde relataría sus experiencias en el libro White Coolies, que inspiró en parte la película Paradise Road. La misionera Margaret Dryburgh también fue víctima de internamiento junto a Jeffrey.

## Libros
- 1954, White Coolies, Betty Jeffrey, Eden Paperbacks, Sídney. ISBN 0-207-16107-0